# Leon Andreasen
Pour les articles homonymes, voir Andreasen.
Leon Andreasen, né le 23 avril 1983 à Aidt Thorso (Danemark), est un footballeur danois.

## Carrière
Leon Andreasen a fait ses débuts au Hammel GF, un club local. Il a ensuite rejoint l'AGF Århus en 1999, et a signé un contrat pro en 2001. Il y occupait le poste de milieu défensif, avant de passer défenseur central.
Le 1er juillet 2005, il rejoint l'Allemagne et le Werder Brême, pour initialement pallier la blessure du Finlandais Petri Pasanen. Il joue donc toute la première partie de saison avec le Werder, avant de prendre place sur le banc des remplaçants.
La saison suivante, Andreasen dispute seulement quatre rencontres, avant de se faire prêter en janvier à Mainz. Il y fait ses preuves, et retourne finalement à Brême l'été suivant. N'arrivant toujours pas à s'y imposer, Andreasen est transféré le 22 janvier 2008 à Fulham, pour trois ans et demi.
Andreasen n'y reste que deux demi-saisons, avant d'être prêté en janvier 2009 au Hanovre 96 en Allemagne, puis d'y être définitivement transféré en juillet 2009.
Arrivant en fin de contrat  Andreasen a prolongé avec Hanovre 96 jusqu'en juin 2013.

### En sélection
Andreasen a débuté avec les -19 ans danois en 2001, puis a intégré les -21ans en 2002.
Il a disputé de 2002 à 2006 23 matches, et a inscrit 6 buts.
Il a fait ses débuts avec l'équipe du Danemark lors du match face à l'Espagne en mars 2007, et totalise depuis 20 sélections et 3 buts.

## Palmarès
- Werder Brême
  - Vainqueur de la Coupe de la Ligue d'Allemagne en 2006.